# Strażnica KOP „Somity”

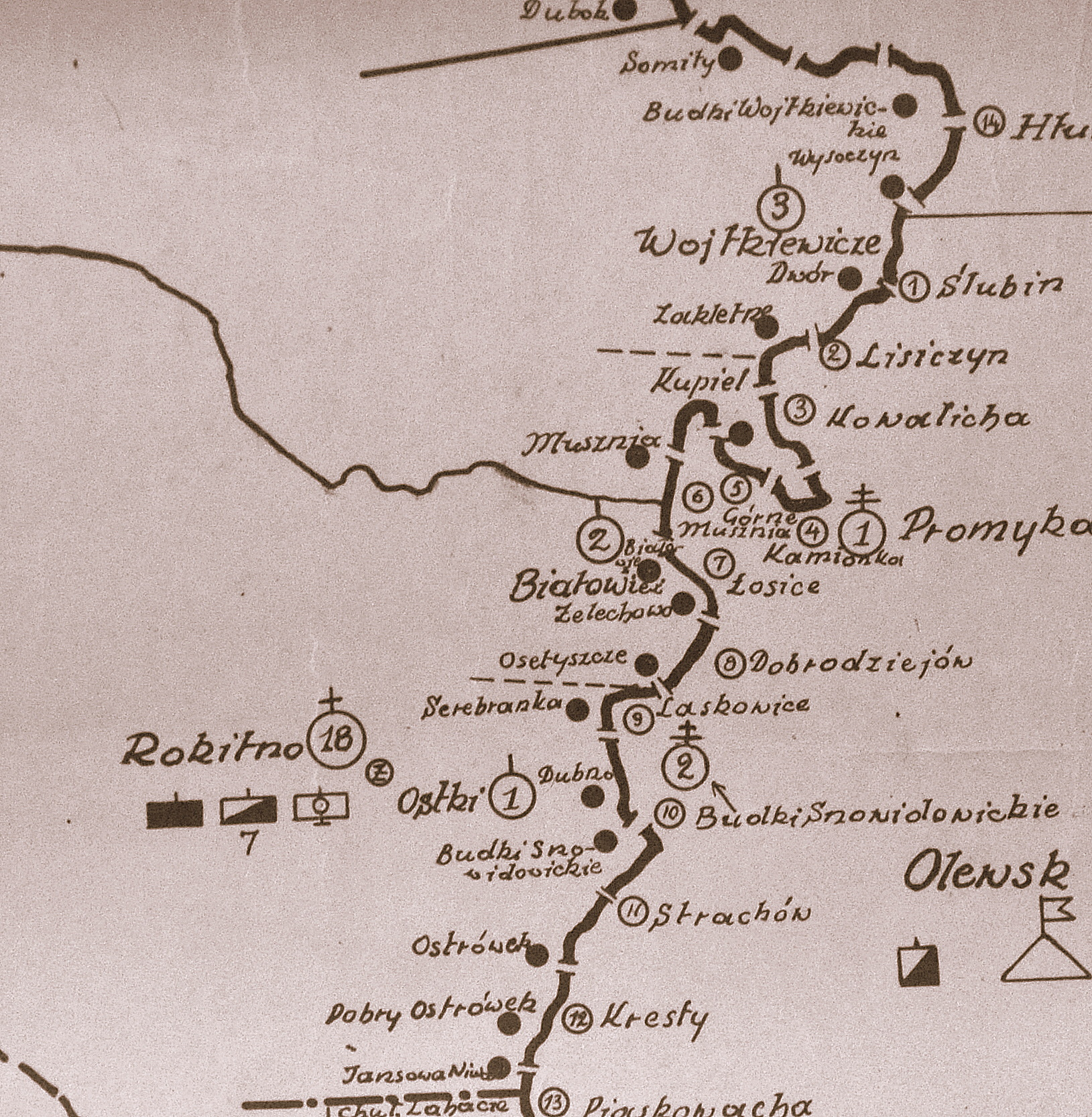
Rozmieszczenie batalionu KOP „Rokitno” w 1931

Strażnica KOP „Somity”(Sumita) – zasadnicza jednostka organizacyjna Korpusu Ochrony Pogranicza pełniąca służbę ochronną na granicy polsko-sowieckiej.

## Formowanie i zmiany organizacyjne
W 1925 w składzie 5 Brygady Ochrony Pogranicza, został sformowany 18 batalion graniczny. W 1928 w skład batalionu wchodziło 15 strażnic. Strażnica KOP „Somity” w latach 1928 – 1939 funkcjonowała w strukturze organizacyjnej 3 kompanii granicznej KOP „Wojtkiewicze” . Strażnica liczyła około 18 żołnierzy i rozmieszczona była przy linii granicznej z zadaniem bezpośredniej ochrony granicy państwowej.
W 1932 obsada strażnicy zakwaterowana była w budynku KOP. Strażnicę z macierzystą kompanią łączyła droga polna długości 13 km.

## Służba graniczna
Podstawową jednostką taktyczną Korpusu Ochrony Pogranicza przeznaczoną do pełnienia służby ochronnej był batalion graniczny. Odcinek batalionu dzielił się na pododcinki kompanii, a te z kolei na pododcinki strażnic, które były „zasadniczymi jednostkami pełniącymi służbę ochronną”, w sile półplutonu. Służba ochronna pełniona była systemem zmiennym, polegającym na stałym patrolowaniu strefy nadgranicznej, wystawianiu posterunków alarmowych, obserwacyjnych i kontrolnych stałych, patrolowaniu i organizowaniu zasadzek w miejscach rozpoznanych jako niebezpieczne, kontrolowaniu dokumentów i zatrzymywaniu osób podejrzanych, a także utrzymywaniu ścisłej łączności między oddziałami i władzami administracyjnymi.
Strażnica KOP „Somity” w 1932 ochraniała pododcinek granicy państwowej szerokości 12 kilometrów 350 metrów od słupa granicznego nr 1239 do 1256, a w 1938 pododcinek szerokości 12 kilometrów 40 metrów od słupa granicznego nr 1239 do 1256.
Sąsiednie strażnice:
- strażnica KOP „Dubok” ⇔ strażnica KOP „Budki Wojtkiewickie” - 1928[1], 1929[2], 1931[4] , 1932[5], 1934[12]
- strażnica KOP „Chrapuń” ⇔ strażnica KOP „Budki Wojtkiewickie” - 1938[13]